# اسیپینار، اکسارای
اسیپینار، اکسارای (به لاتین: Acıpınar, Aksaray) در ترکیه است که در aksaray province واقع شده‌است.